# Okręg wyborczy North Northumberland
Okręg wyborczy North Northumberland powstał w 1832 r. i wysyłał do brytyjskiej Izby Gmin dwóch deputowanych. Okręg obejmował północną część hrabstwa Northumberland. Okręg został zlikwidowany w 1885 r. i przywrócony w 2024.

## Deputowani do brytyjskiej Izby Gmin z okręgu North Northumberland

### W latach 1832–1885
- 1832–1841: Henry Grey, wicehrabia Howick, wigowie
- 1832–1859: Charles Bennet, lord Ossulston, Partia Konserwatywna
- 1841–1847: Addison Cresswell, Partia Konserwatywna
- 1847–1852: George Grey, wigowie
- 1852–1865: Algernon Percy, lord Lovaine, Partia Konserwatywna
- 1859–1868: Matthew White Ridley, Partia Konserwatywna
- 1865–1868: Henry Percy, Partia Konserwatywna
- 1868–1885: Henry Percy, Partia Konserwatywna
- 1868–1885: Matthew Ridley, Partia Konserwatywna

### Od 2024
- od 2024: David Smith(inne języki), Partia Pracy[2]